# Болымотиха
Болымотиха — деревня в Вязниковском районе Владимирской области России, входит в состав Паустовского сельского поселения.

## География
Деревня расположена в 12 км на север от центра поселения деревни Паустово и в 6 км на юг от города Вязники близ автодороги М-7 «Волга».

## История
В конце XIX — начале XX века деревня входила в состав Нагуевской волости Вязниковского уезда, с 1926 года — в составе Вязниковской волости. В 1859 году в деревне числилось 16 дворов, в 1905 году — 16 дворов, в 1926 году — 24 двора.
С 1929 года деревня входила в состав Ефимьевского сельсовета Вязниковского района, с 1940 года — в составе Вязниковского сельсовета, с 1954 года — в составе Федурниковского сельсовета, с 1965 года — в подчинении рабочего посёлка Нововязники, с 1968 года — в составе Пролетарского сельсовета, с 2005 года — в составе Паустовского сельского поселения.

## Население
| 1859 | 1905 | 1926 | 2002 | 2010 | 2021 |
| ---- | ---- | ---- | ---- | ---- | ---- |
| 125  | ↘86  | ↗154 | ↘81  | →81  | ↘74  |